# Match des Étoiles de la Ligue majeure de baseball 2001
Le match des Étoiles de la Ligue majeure de baseball 2001 (2001 MLB All-Star Game) est la 72e édition de cette opposition entre les meilleurs joueurs de la Ligue américaine et de la Ligue nationale, les deux composantes de la MLB.
Le match s'est tenu le 10 juillet 2001 au Safeco Field, antre des Mariners de Seattle.

## Home Run Derby

Logo Home Run Derby 2001

| Safeco Field, Seattle -- N.L. 41, A.L. 25 | Safeco Field, Seattle -- N.L. 41, A.L. 25 | Safeco Field, Seattle -- N.L. 41, A.L. 25 | Safeco Field, Seattle -- N.L. 41, A.L. 25 | Safeco Field, Seattle -- N.L. 41, A.L. 25 | Safeco Field, Seattle -- N.L. 41, A.L. 25 |
| Joueur                                    | Équipe                                    | Round 1                                   | Semis                                     | Finals                                    | Totals                                    |
| ----------------------------------------- | ----------------------------------------- | ----------------------------------------- | ----------------------------------------- | ----------------------------------------- | ----------------------------------------- |
| Luis Gonzalez                             | Diamondbacks                              | 5                                         | 5                                         | 6                                         | 16                                        |
| Sammy Sosa                                | Cubs                                      | 3                                         | 8                                         | 2                                         | 13                                        |
| Jason Giambi                              | A's                                       | 14                                        | 6                                         | –                                         | 20                                        |
| Barry Bonds                               | Giants                                    | 7                                         | 3                                         | –                                         | 10                                        |
| Bret Boone                                | Mariners                                  | 3                                         | –                                         | –                                         | 3                                         |
| Todd Helton                               | Rockies                                   | 2                                         | –                                         | –                                         | 2                                         |
| Alex Rodriguez                            | Rangers                                   | 2                                         | –                                         | –                                         | 2                                         |
| Troy Glaus                                | Angels                                    | 0                                         | –                                         | –                                         | 0                                         |